# Região Administrativa de Slobozia
A Região Administrativa de Slobozia é uma região administrativa da Transnístria. Sua cidade mais importante é Slobozia. É a região mais ao sul da Transnístria, localizada ao sul da capital do país não reconhecido internacionalmente, Tiraspol. O centro regional, ou seja, Slobozia tinha uma população de 19.000 pessoas no census de 1989, mas caiu para aproximadamente 12.300 no census de 2004. Russos e ucranianos são as maiores minorias da região, que possui uma população predominantemente romena.